# Titus Ozon

Bustul lui Titus Ozon din parcul Titus Ozon, București, lângă Gara Obor

Titus Ozon (n. 13 mai 1927, București, România – d. 24 noiembrie 1996, București, România) a fost un fotbalist român, care a jucat pentru Dinamo, Progresul și Rapid. Între 1952 și 1962 a jucat la Echipa națională de fotbal a României, pentru care a participat la Jocurile Olimpice din 1952. A fost cunoscut pentru driblinguri și execuții precise.

## Cariera
S-a născut la București, în cartierul Obor. A început fotbalul la Unirea Tricolor de la vârsta de 10 ani, sub îndrumarea antrenorului Ștefan Cîrjan. În 1948 ajunge la Dinamo, de la care este împrumutat disciplinar la Dinamo Brașov în 1951. După revenire devine golgheter doi ani consecutiv, în 1952 cu 17 goluri și în 1953 cu 13 goluri. Printre alte performanțe ale sale se numără obținerea locului secund de trei ori și cele patru finale de Cupă a României pe care le-a jucat în 1954 (pentru Dinamo), 1958 (Progresul), 1961 și 1962 (Rapid).
În 1952, Titus Ozon a făcut parte din selecționata Diviziei A care a jucat două meciuri în URSS, cu ȚSKA și Dinamo Moscova. În urma turneului, componenții acestei selecționate au primit ceasuri Pobeda de slabă calitate, pe care le-au aruncat, acesta fiind primul incident care a stârnit nemulțumirea regimului comunist.
În 1953, în timpul unui meci cu Dinamo Tblisi disputat la București, Titus Ozon reușește să treacă mingea printre picioarele vedetei georgienilor, Avtandil Gogoberidze. În urma acestui meci a fost denumit drept „dușman al poporului” de către regimul comunist, care l-a acuzat că și-a bătut joc de poporul sovietic, fiind sancționat cu zece la sută din salariu și arestat la garnizoană o zi.
În 1955 își dorește să plece de la Dinamo, din cauza „atmosferei cazone de-acolo”, și semnează pe ascuns cu Progresul București, însă este prins de Securitate, care dorea să-l împiedice să depună un memoriu acuzându-l că avea simpatii legionare, pentru că jucase la Unirea Tricolor. Conform unui interviu acordat de Ozon în 1995, a fost deportat în Deltă, la tăiat de stuf, unde a stat sechestrat într-o cabană, păzit de un securist. Reușește să scape din arest și ajunge la sediul federației, ascuns într-o mașină, la timp pentru a-și depune memoriul. Antrenorul de la Progresul, Cornel Drăgușin, îl considera un jucător „conflictual, independent și genial pe teren”.
În 1958, după ce a revenit în țară dintr-un turneu al Progresului desfășurat în Albania, este prins la vamă cu aproximativ 3.000 de nasturi de fildeș, acuzat de contrabandă și suspendat din activitatea sportivă. După șase luni, conform scriitorului George Mihalache, Titus Ozon s-a întâlnit cu Gheorghe Gheorghiu-Dej pe Calea Victoriei și i-a cerut să i se ridice suspendarea, iar acesta a fost de acord cu condiția ca Ozon să joace pentru echipa pe care o susținea Dej, Rapid București.
În 1954 a apărut în filmul de comedie ...Și Ilie face sport, regizat de Andrei Călărașu, în care erau relatate viața și moravurile sportivilor și ale microbiștilor. Ozon a jucat și teatru, fiind cap de afiș în spectacolul de satiră „Bujor al 12-lea", care s-a jucat la Teatrul „Constantin Tănase” în 1957. A avut gradul de locotenent major în Ministerul Afacerilor Interne.
Se retrage din activitatea de fotbalist în 1964 și ajunge antrenor principal al mai multor echipe din țară, reușind să antreneze o dată și în străinătate naționala Libiei, datorită relațiilor bune dintre Ceaușescu și Gaddafi.
Un parc din Sectorul 2 al Bucureștiului îi poartă numele.

## Statistici
- Meciuri jucate în Divizia A: 278 meciuri - 161 goluri
- Golgheter al Diviziei A: 1952, 1953.

## Distincții
- Medalia Muncii (14 mai 1954) „pentru rezultate valoroase obținute în activitatea sportivă”[10]